# 董超 (1915年)
董超（1915年—1990年），男，山东新泰人，中华人民共和国军事人物，中国人民解放军少将，第五届全国人大代表。